# The Hobbit (film 1977)
The Hobbit è un film per la TV di animazione del 1977 prodotto dalla Rankin/Bass Production e tratto dal romanzo omonimo di J. R. R. Tolkien. Il film è inedito in Italia.
Il film fu inizialmente trasmesso dalla NBC negli U.S.A. il 27 novembre 1977, e aveva come target un pubblico infantile: la storia fu fatta secondo uno stile molto "leggero" e includeva molte canzoni basate sui poemi presenti nel libro. Buona parte della storia fu semplificata e molte parti vennero omesse.

## Trama
La trama del film segue fedelmente il racconto di J. R. R. Tolkien. Le uniche differenze sono l'assenza di Beorn, un uomo dei boschi dotato di un fisico poderoso e dell'abilità di tramutarsi in orso che si rivela utile nel viaggio di Bilbo e dei nani e, soprattutto, nella battaglia dei cinque eserciti, ed infine l'assenza dell'Archepietra, un prezioso oggetto appartenente a Thorin e alla sua famiglia. L'ultima differenza riguarda il personaggio di Bombur: nel film egli muore durante la battaglia finale, mentre nel libro sopravvive.

## Produzione
Il film fu prodotto e diretto da Arthur Rankin Jr. e Jules Bass e adattato al piccolo schermo da Romeo Muller. I produttori del film affermano che alcuni elementi della storia sono stati eliminati, ma nonostante ciò nessuna vicenda nel film è stata alterata. La Topcraft, noto studio di animazione giapponese, produsse l'animazione per la Rankin-Bass, portando molti, per la prima volta negli Stati Uniti, a conoscere un prodotto dell'animazione giapponese. Fra i principali disegnatori vi erano Hidetoshi Kaneko, Kazuko Ito, e Minoru Nishida. Il budget del film fu di $3 milioni.

### Doppiaggio
L'eroe della storia, Bilbo Baggins, venne doppiato da Orson Bean, supportato da John Huston come voce di Gandalf. Otto Preminger diede voce al Re degli Elfi, Richard Boone grugnì e gridò come il drago Smaug, Cyril Ritchard interpretò Elrond, Hans Conried diede voce a Thorin Scudodiquercia e l'artista Brother Theodore fu scelto per la voce di Gollum. La star della Rankin-Bass Paul Frees interpretò il ruolo secondario di Bombur; Don Messick interpretò Dori e Balin; John Stephenson doppiò l'arciere Bard; e altri assieme a Jack DeLeon supplirono le altre voci della Compagnia di Thorin.

## Accoglienza

### Critica
Il cartone riscosse un buon successo di pubblico e fu particolarmente lodato dalla critica, soprattutto riguardo al doppiaggio, anche se spesso era caratterizzato da inflessioni americane o germaniche. Il film ricevette un Peabody Award per Romeo Muller e una nomination agli Hugo Award per la miglior prestazione drammatica, ma fu sconfitto da Star Wars.
L'animazione è stata sia apprezzata che criticata. Alcuni recensori l'hanno vista come uno dei punti di forza del film, ma delle inaccuratezze nel disegno di molti personaggi tolkieniani hanno fatto storcere il naso a molti suoi fan e a diversi critici, tra i quali John J. O'Connor del The New York Times.
- Gollum assomiglia ad una sorta di rana gigante con enormi occhi bianchi senza iridi, difatti, nella prima edizione de Lo Hobbit Tolkien non fece riferimenti alla grandezza di Gollum, per cui molti disegnatori lo raffigurarono molto grande.[4] Quando l'autore si rese conto dell'omissione, nelle successive edizioni chiarificò che la sua altezza non doveva superare quella degli Hobbit, e ne Il Signore degli Anelli lo descriverà poco più basso di Sam.
- Gli Elfi Silvani sembrano orribili come Gollum o degli orchi;
- Smaug è estremamente "capellone" per un drago della Terra di Mezzo e presenta alcune caratteristiche feline sul volto.

## Citazioni e riferimenti

### Citazioni e parodie
Il film fu parodiato in un episodio di South Park nel 2002 chiamato "The Death Camp of Tolerance".

## Sequel
Lo stesso team, insieme a Bean, Huston, Theodore, Frees e Messick, ritornò per l'adattamento de Il ritorno del re del 1980.